# Resolutie 888 Veiligheidsraad Verenigde Naties
Resolutie 888 van de Veiligheidsraad van de Verenigde Naties werd unaniem aangenomen op 30 november 1993. De resolutie verlengde de ONUSAL-waarnemersmacht in El Salvador met een half jaar.

## Achtergrond
Begin jaren 1980 waren de landen Nicaragua, Honduras en ook El Salvador in conflict met elkaar. In Nicaragua voerden allerlei groeperingen een gewapende strijd tegen de overheid. Die groeperingen werden heimelijk gesteund door de Verenigde Staten. Die laatsten gingen ook een overeenkomst aan met Honduras tegen communistische bewegingen in Nicaragua en El-Salvador.
In El Salvador was een burgeroorlog begonnen tussen de overheid en de communistische beweging FMLN. Rond 1990 werd onderhandeld over vrede, wat in 1992 leidde tot de Vrede van Chapultepec.

## Inhoud

### Waarnemingen
Secretaris-generaal Boutros Boutros-Ghali had gemeld dat het vredesproces in El Salvador was opgeschoten. Toch waren er ook nog pijnpunten, zoals de overdracht van grond, de herintegratie van ex-strijders, de inzet van de nieuwe politie en de uitfasering van de oude en de aanbevelingen van de Waarheidscommissie. Ook was er bezorgdheid over recente gewelddaden die het vredesproces en de verkiezingen van maart 1994 in de weg konden staan. Het onderzoek van de secretaris-generaal en El Salvador naar illegale gewapende groepen en hun mogelijke verband met het geweld werd verwelkomd. De Raad was ook bezorgd over moorden op leden van de politieke partijen, waaronder de FMLN en de ARENA. El Salvador was in een kritieke fase gekomen en de verkiezingen moesten vrij, eerlijk en vreedzaam verlopen. De Raad verwelkomde ook het feit dat de presidentskandidaten vrede en stabiliteit beoogden.

### Handelingen
De Veiligheidsraad veroordeelde het recente geweld en riep El Salvador en het FMLN op politiek geweld te voorkomen en hun verplichtingen onder de vredesakkoorden na te komen. De secretaris-generaal werd gesteund om in samenwerking met El Salvador een onderzoek naar illegale gewapende groeperingen te openen. Alle partijen werden opgeroepen met hem en de ONUSAL-waarnemingsmissie samen te werken.
Het was van belang dat de provisies in het vredesakkoord over de politie en veiligheid werden nagekomen en de nodige stappen werden gezet om alle wapens in handen van privépersonen in te zamelen. Ook moesten de problemen met de overdracht van grond opgelost worden en moest het re-integratieprogramma voor ex-strijders versneld worden.
Het mandaat van ONUSAL werd verlengd tot 31 mei 1994. De secretaris-generaal werd gevraagd de Veiligheidsraad op de hoogte te houden over verdere ontwikkelingen in het vredesproces en om tegen 1 mei 1994 te rapporteren over de operaties van ONUSAL, zodat de grootte en het bereik van de missie tegen 31 mei konden worden herzien.

## Verwante resoluties
- Resolutie 791 Veiligheidsraad Verenigde Naties (1992)
- Resolutie 832 Veiligheidsraad Verenigde Naties
- Resolutie 920 Veiligheidsraad Verenigde Naties (1994)
- Resolutie 961 Veiligheidsraad Verenigde Naties (1994)

Lijst ·  800 ·  801 ·  802 ·  803 ·  804 ·  805 ·  806 ·  807 ·  808 ·  809 ·  810 ·  811 ·  812 ·  813 ·  814 ·  815 ·  816 ·  817 ·  818 ·  819 ·  820 ·  821 ·  822 ·  823 ·  824 ·  825 ·  826 ·  827 ·  828 ·  829 ·  830 ·  831 ·  832 ·  833 ·  834 ·  835 ·  836 ·  837 ·  838 ·  839 ·  840 ·  841 ·  842 ·  843 ·  844 ·  845 ·  846 ·  847 ·  848 ·  849 ·  850 ·  851 ·  852 ·  853 ·  854 ·  855 ·  856 ·  857 ·  858 ·  859 ·  860 ·  861 ·  862 ·  863 ·  864 ·  865 ·  866 ·  867 ·  868 ·  869 ·  870 ·  871 ·  872 ·  873 ·  874 ·  875 ·  876 ·  877 ·  878 ·  879 ·  880 ·  881 ·  882 ·  883 ·  884 ·  885 ·  886 ·  887 ·  888 ·  889 ·  890 ·  891 ·  892